# Free Basics

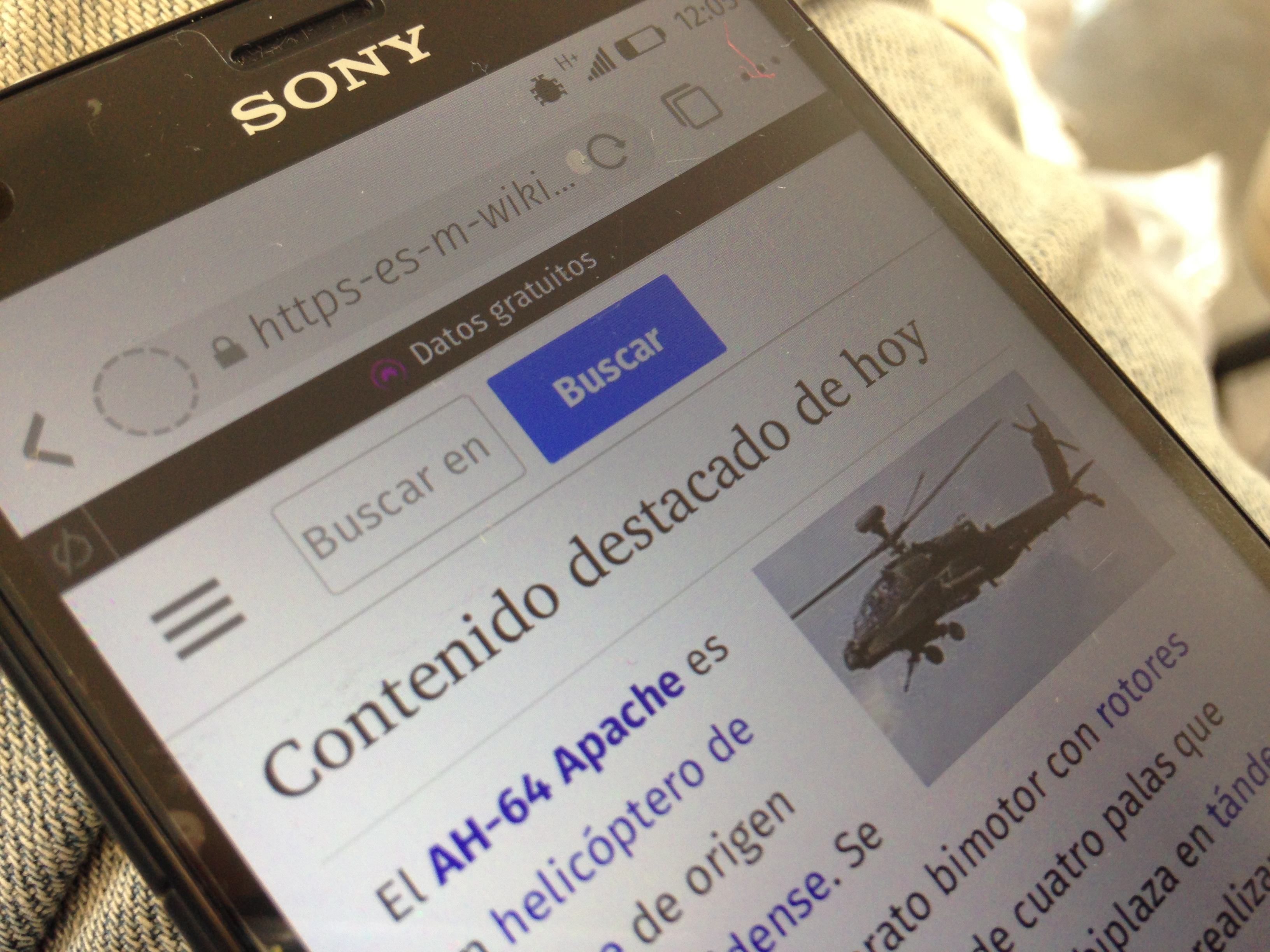
Hiszpańskojęzyczna Wikipedia działająca z wykorzystaniem usługi typu zero-rating, dostarczana dzięki programowi Free Basics

Free Basics (do 2015 roku internet.org) – program Facebooka mający na celu przyłączenie do internetu wszystkich osób zamieszkujących Ziemię, którego uruchomienie nastąpiło 20 sierpnia 2013 roku. Program ten jest uznawany za następcę usługi Facebook Zero, który umożliwiał dostęp wyłącznie do Facebooka. TechCrunch porównał ten program do Project Loon Google'a, który – podobnie jak Facebook – miał na celu udostępnienie łączności z internetem w trudno dostępnych miejscach. 
W kwietniu 2018 roku w ramach inicjatywy objęto około 100 milionów użytkowników. 

## Założenia
Inicjatywa miała na celu obniżenie kosztów finansowych ponoszonych przez ludzi z tytułu dostępu do sieci. Kilka dni później Mark Zuckerberg opublikował 10-stronicowy esej, w którym jego zdaniem łączność z internetem jest prawem człowieka. Twierdził też, że łatwiejszy dostęp do internetu przyczyni się do rozwoju PKB krajów uznawanych jako rozwijające się oraz stworzenia tamże dodatkowych miejsc pracy.
Dostarczanie internetu miało się opierać na zbudowaniu dronów krążących wokół planety na wysokości około 20 kilometrów. W tym celu Facebook wykupił firmę Ascenta, która zgodnie ze swoimi pierwotnymi założeniami, miała dostarczać drony do m.in. monitorowania granic państwowych albo przechwytywania komunikacji elektronicznej na żywo. Facebook zapewnił, że drony będą wykorzystywane wyłącznie do dostarczania internetu.

## Krytyka

### Nazewnictwo inicjatywy i blokada ze strony rządu Indii
W 2015 roku nazwę inicjatywy zmieniono na Free Basics, ze względu na oskarżenia o naruszanie neutralności sieci przez Facebooka. Niektórzy twierdzili, że oferta Facebooka jest de facto „grodzonym ogródkiem”. Z tego względu, w 2016 roku usługa została zablokowana w Indiach. Facebook wycofał stąd usługę kilka dni po wydaniu zalecenia przez tamtejszego regulatora i zaledwie na kilka godzin przed podjęciem przez Reliance Communications decyzji o wycofaniu oferty, w której korzystanie z Facebooka było bezpłatne.

### Ograniczony dostęp do internetu
John Naughton na łamach gazety „The Guardian” także skrytykował Free Basics, twierdząc, że Facebook za sprawą swojej inicjatywy daje ograniczony dostęp do internetu w formie zero-rating, gdzie opłaty nie są pobierane wyłącznie za korzystanie z zaakceptowanych przez Facebooka usług, do których zaliczała się także Wikipedia. Większość usług dostępnych w ramach programu była zarządzana przez amerykańskie korporacje.

### Brak odpowiednich wersji językowych
Według raportu opublikowanego przez Global Voices, Free Basics nie zapewniał w wielu przypadkach odpowiednich wersji językowych – przykładowo w Ghanie dostarczano usługi wyłącznie w języku angielskim, mimo tego, że tamtejsza społeczność posługiwała się również językami twi oraz hausa.